# Joey Dekkers
Joey Dekkers (Tegelen, 3 oktober 1989) is een Nederlands voetballer die bij voorkeur als linkshalf of controleur speelt.

## Carrière
Dekkers begon met spelen bij SC Irene uit Tegelen. In 2011 ging hij met zijn toenmalige trainer Eric Caasenbrood mee naar SVC 2000. Na een jaar vertrok hij naar topklasser EVV waar hij uitgroeide tot sterkhouder en in drie jaar slechts vijf wedstrijden miste. In 2015 vertrok hij naar Achilles '29 en bij zijn debuut op 7 augustus 2015 scoorde hij tegen Jong Ajax de winnende 2-1 op aangeven van Eef van Riel. Een week later gaf hij de assist op de beslissende treffer van Hielke Penterman tegen Fortuna Sittard (2-4). In 2017 degradeerde hij met Achilles '29 uit de Eerste divisie waarna hij terugkeerde bij EVV in de Derde divisie. In 2018 keerde hij terug naar het inmiddels eveneens in de Derde divisie uitkomende Achilles '29. Na de degradatie met Achilles '29 ging Dekkers medio 2019 naar plaatsgenoot De Treffers dat uitkomt in de Tweede divisie. Medio 2021 ging hij naar RKSV Groene Ster in de Derde divisie.

## Statistieken
| Seizoen                   | Club           | Land           | Competitie       | Competitie | Competitie | Beker | Beker | Totaal | Totaal |
| Seizoen                   | Club           | Land           | Competitie       | Wed.       | Dlp.       | Wed.  | Dlp.  | Wed.   | Dlp.   |
| ------------------------- | -------------- | -------------- | ---------------- | ---------- | ---------- | ----- | ----- | ------ | ------ |
| 2012/13                   | EVV            | Nederland      | Topklasse Zondag | 28         | 0          | 1     | 0     | 29     | 0      |
| 2013/14                   | EVV            | Nederland      | Topklasse Zondag | 27         | 0          | 2     | 0     | 29     | 0      |
| 2014/15                   | EVV            | Nederland      | Topklasse Zondag | 30         | 0          | 2     | 0     | 32     | 0      |
| 2015/16                   | Achilles '29   | Nederland      | Eerste divisie   | 29         | 1          | 3     | 0     | 32     | 1      |
| 2016/17                   | Achilles '29   | Nederland      | Eerste divisie   | 31         | 0          | 1     | 0     | 32     | 0      |
| Carrièretotaal            | Carrièretotaal | Carrièretotaal | Carrièretotaal   | 145        | 1          | 9     | 0     | 154    | 1      |
| Bijgewerkt op 27 mei 2017 |                |                |                  |            |            |       |       |        |        |